# Морґі (Сувальський повіт)
Морґі (пол. Morgi) — село в Польщі, у гміні Пшеросль Сувальського повіту Підляського воєводства.
Населення — 100 осіб (2011).
У 1975-1998 роках село належало до Сувальського воєводства.

## Демографія
Демографічна структура станом на 31 березня 2011 року:
|          | Загалом | Допрацездатний вік | Працездатний вік | Постпрацездатний вік |
| -------- | ------- | ------------------ | ---------------- | -------------------- |
| Чоловіки | 51      | 13                 | 31               | 7                    |
| Жінки    | 49      | 13                 | 22               | 14                   |
| Разом    | 100     | 26                 | 53               | 21                   |